# Jean Varin
Jean Varin, o Warin (Liegi, 6 febbraio 1604 – 23 agosto 1672 probabilmente a Parigi), è stato uno scultore e medaglista francese, noto per le importanti innovazioni introdotte nel processo di coniazione delle monete..

## Biografia
D'origine vallone, Varin si trasferì a Parigi nel 1626. ed ottenne la naturalizzazione nel 1650. Avendo dimostrato talento come incisore di monete, ottenne l'aiuto del cardinale Richelieu che nel 1647 lo nomina «Conducteur Général des Monnaies et Graveur des poinçons».
Nel 1640, fu scelto per incidere le nuove monete della riforma promossa da Claude de Bullion. Nel 1647 diventa controllore e graveur des monnaies di Francia.
Varin è il primo a utilizzare in forma sistematica la monetazione meccanica, con la pressa a vite, nella produzione delle monete francesi. Questa tecnica sostituì la monetazione al martello e permise di produrre pezzi di qualità più regolare. La tecnica, che era già stata provata negli anni ottanta del Cinquecento, durante il regno di Enrico III, permise a Varin di produrre la serie dei Louis d'or, lo scudo d'argento da 60 sol (écu blanc) ed i suoi sottomultipli con il ritratto di Luigi XIII. In seguito Varin incise anche parte delle monete di Luigi XIV, ossia quelle con il ritratto infantile e con quello giovanile del "re-sole", che sono considerate le monete dell'età d'oro della monetazione francese.

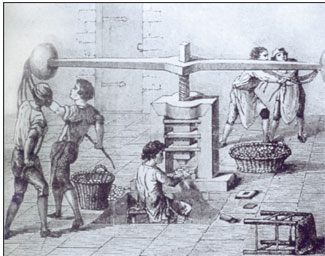
Una pressa a vite

Nel 1664 divenne membro dell'Académie royale de peinture et de sculpture.
Varin incise anche numerose medaglie. La sua attività come scultore è meno conosciuta. Alcune delle sue opere sono visibili alla Reggia di Versailles. Il figlio François gli successe nella carica di graveur général, dal 1673 al 1681.